# Музей города Кёнигсберг
Музей города Кёнигсберг (нем. Museum Stadt Königsberg) — упразднённый исторический музей в городе Дуйсбург, в земле Северный Рейн-Вестфалия, экспозиция которого была посвящена истории города Кёнигсберг. Действовал с 1968 по 2016 год, сначала в одном здании, потом в другом. Место нахождения музея было связано с шефством над архивами и культурными артефактами из Кёнигсберга, которое город Дуйсбург взял на себя в 1951 году.
Музей был открыт 20 октября 1968 года в здании на улице Мюльхаймерштрассе, получившем название «Дом Кёнигсберга» (нем. Haus Königsberg). На открытии присутствовали бургомистр Дуйсбурга Август Зилинг, консул Гельмут Биске, фактический инициатор основания музея, Фриц Гаузе, Эрих Гримони, Гарри Янзен, Вальтер Хубач и Вильгельм Матулл.
5 декабря 1992 года музей города Кёнигсберг стал филиалом нового музея культуры и истории города Дуйсбург. В связи с этим, экспозиции «Дома Кёнигсберга» были перевезены на новое место, которым стала перестроенная мельница во внутренней гавани города.
Собрания музея хранили артефакты, связанные с культурой и историей Кёнигсберга. Основным ядром собрания были коллекции, связанные с Иммануилом Кантом и Кете Кольвиц. В архиве музея хранились архивы писателей и поэтов уроженцев и жителей Кёнигсберга и артефакты из собраний Прусского музея и музеев на территории Восточной и Западной Пруссии. В музее хранилась библиотека с ценными книжными изданиями.
Все собрания музея были переданы городом Дуйсбург фонду Кенигсберга в Ассоциации доноров по продвижению гуманитарных и естественных наук в Германии. Музей был закрыт 10 января 2016 года. Последняя выставка была посвящена Реформации в Кёнигсберге. Наиболее важные экспонаты, в том числе портрет Иммануила Канта, вошли в собрания музея Восточной Пруссии в Люнебурге .